# Christoffel Johannes Venter
Christoffel Johannes Venter CB, DFC s ploščico, južnoafriški general in vojaški pilot, * 1892, † 1977.
Med prvo svetovno vojno je dosegel 16 zračnih zmag in med drugo svetovno vojno je bil poveljnik Južnoafriškega vojnega letalstva (1940-45). Po vojni je bil direktor South African Airways.